# Naszádos Péter
Naszádos Péter (Keszthely, 1985. szeptember 8. –) magyar politikus, Hévíz város polgármestere.

## Ifjúkora
Több generációs hévízi. Hévízen járt óvodába (Sugár út és Egregy is), majd az Illyés Gyula Általános Iskola tanulója volt. Gimnáziumi éveit a Vajda János Gimnáziumban töltötte és tett kitűnő érettségit.

## Felsőfokú tanulmányai
- 2004–2009: Pécsi Tudományegyetem, Közgazdaságtudományi kar, Általános közgazdász
- 2004–2009: Pécsi Tudományegyetem, Közgazdaságtudományi kar, Menedzsment és üzletviteli tanácsadás
- 2009–2010: Middlesex University, Development és szervezésmódszertan

## További tanulmányai
- Mérlegképes könyvelő
- IFRS - Nemzetközi számviteli szakember
- IIA - Internal Auditor
- International Business Investment Funds
- Szerkesztő/riporter

## Közéleti pályája
- 2019–2024: Hévíz képviselője
- 2024–: Hévíz város polgármestere

## Családja
Anyai nagyszülei a hévízi Illyés Gyula Általános Iskola pedagógusai voltak. Nagymamája, Szabó Éva tanítónő, néphagyománygyűjtő, néptáncoktató. Nagypapája, Bálint Jenő biológia tanár. Édesanyja, Naszádosné Bálint Zsuzsanna Pro Cultura, Pro Urbe (Hévíz város díszpolgára), Zalai Közművelődéséért díjas tánc- és dráma tanár a hévízi általános iskolában. Édesapja, Naszádos Antal 25 évig (1994-2019) Hévíz város képviselője, 2006 és 2010 között alpolgármestere. Civil foglalkozása könyvelő és adótanácsadó. Apai nagyszülei Pápáról származnak. Keresztanyja, Bálint Éva balett- és néptánc mester, az Eck Imre Művészeti Iskola alapítója. Keresztapja, Vidákovics Antal táncművész, koreográfus, a Pécsi Horvát Színház alapítója, 1970-től 25 évig a Baranya Táncegyüttes vezetője.